# أيوب جرتيلة
أيوب جرتيلة (1 مارس 1993)، هو لاعب كرة قدم تونسي.

## روابط خارجية
- أيوب جرتيلة على موقع Soccerway.com (الإنجليزية)